# 사뮈엘 피에트
사뮈엘 피에트(프랑스어: Samuel Piette, 1994년 11월 12일 ~ )는 캐나다의 축구 선수로 현재 메이저 리그 사커의 CF 몽레알에서 활동 중이다.